# Roland Bal
Roland Bal (Eindhoven, 8 november 1965) is een Nederlandse hoogleraar 'Beleid en Bestuur van de Gezondheidszorg' aan de Erasmus Universiteit Rotterdam.

## Loopbaan
Na zijn studie Gezondheidswetenschappen (major Wetenschap- en Techniekstudies) aan de Universiteit van Maastricht begon Bal zijn promotieonderzoek aan de Universiteit van Leiden. Hij vervolgde zijn promotieonderzoek onder begeleiding van hoogleraar, en mede-grondlegger van de wetenschap- en techniekstudies, prof. dr. A. Rip aan de faculteit 'Wijsbegeerte en Maatschappijwetenschappen' van de Universiteit Twente. In januari 1998 verdedigde Bal succesvol zijn proefschrift getiteld 'Grenzenwerk: over het organiseren van normstelling voor de arbeidsplek'. Na drie jaar te hebben gewerkt als universitair docent aan de faculteit 'cultuurwetenschappen' van de Universiteit van Maastricht, startte Bal in september 2001 als universitair hoofddocent aan de toenmalige afdeling 'Gezondheidsbeleid en Management' van de Erasmus Universiteit Rotterdam. Sinds 2008 is Bal hoogleraar 'Beleid en Bestuur van de Gezondheidszorg' aan de Erasmus School of Health Policy & Management (ESHPM). Hier leidt hij de groep 'Bestuur & Beleid van de Gezondheidszorg', waar tevens Kim Putters en Pauline Meurs deel van uitmaken.

## Belangrijkste publicaties
- Bijker, W. E., Bal, R., & Hendriks, R. (2009). The paradox of scientific authority: The role of scientific advice in democracies. MIT press.
- Pirnejad, H., Niazkhani, Z., van der Sijs, H., Berg, M., & Bal, R. (2008). Impact of a computerized physician order entry system on nurse–physician collaboration in the medication process. International journal of medical informatics, 77(11), 735-744.

- Bibsys: 10041278
- Bibliothèque nationale de France: cb16166613v (data)
- Catàleg d'autoritats de noms i títols de Catalunya: 981058511338506706
- CiNii: DA16771327
- DBLP: 79/7308
- Gemeinsame Normdatei: 1204160309
- International Standard Name Identifier: 0000 0000 7327 7634
- Library of Congress Control Number: n98039635
- NARCIS: PRS1247007
- Nationale Bibliotheek van Israël: 987007318449905171
- Nederlandse Thesaurus van Auteursnamen: 115665552
- ORCID: 0000-0001-7202-5053
- Système universitaire de documentation: 145218864
- Virtual International Authority File: 26377257
- WorldCat: E39PBJx4rYcG3dX8CrqMyXH3cP